# Pachydema albipilis
Pachydema albipilis är en skalbaggsart som beskrevs av Edmund Reitter 1902. Pachydema albipilis ingår i släktet Pachydema och familjen Melolonthidae. Inga underarter finns listade i Catalogue of Life.